# Gelson Dala
Jacinto Muondo „Gelson“ Dala (* 13. Juli 1996 in Luanda) ist ein angolanischer Fußballspieler, der derzeit für Al Wakrah SC in der Qatar Stars League aktiv ist. Er ist als Stürmer bekannt und spielt seit 2013 auf professionellem Niveau.

## Karriere

### Verein
Gelson Dala wurde in Luanda, der Hauptstadt Angolas, geboren. Seine Fußballkarriere begann er bei CD Primeiro de Agosto, einem lokalen Verein. Bis 2016 blieb er dort und wechselte dann nach Portugal zur Reserve von Sporting Lissabon. Sein Debüt in der Primeira Liga feierte er unter Trainer Jorge Jesus im Spiel gegen CD Feirense. Obwohl das Spiel mit 2:1 verloren ging, machte Gelson Dala acht Tage später sein erstes Startelf-Einsatz gegen GD Chaves, das mit 4:1 gewonnen wurde. Von 2020 bis 2021 spielte er für Rio Ave, bevor er 2022 zu Al-Wakrah SC in Katar wechselte, für eine Ablösesumme von 1,5 Millionen Euro.

### Nationalmannschaft
Gelson Dala gab sein Debüt für die angolanische Fußballnationalmannschaft am 13. Juni 2015 in einem Afrika-Cup-Qualifikationsspiel gegen die Zentralafrikanische Republik, bei dem er zwei Tore erzielte. Das Spiel endete mit einem klaren 4:0-Sieg für Angola. Während des Africa Cup 2024 in der Elfenbeinküste erzielte er vier Tore und belegte den zweiten Platz in der Torschützenliste. Mit der angolanischen Nationalmannschaft erreichte er das Viertelfinale des Turniers.